# Tom Chase
Tom Chase (* 6. März 1965 in Columbus, Ohio) ist ein US-amerikanischer Pornodarsteller im Schwulenporno.

## Leben
Nachdem er sich mit drei Fotos bei der Falcon Entertainment beworben hatte, wurde Tom Chase im Alter von 30 Jahren als Pornodarsteller tätig. Als solcher ist er in verschiedenen Pornofilmen mit homosexuellen Handlungen zu sehen. Chase arbeitete unter anderem für die US-amerikanischen Pornofilmstudios Falcon und Colt Studio Group. 2009 erschien mit The Big One sein letzter Film.

## Filmografie (Auswahl)
- 1996: Driven
- 1996: Cruisin' 3
- 1997: California Kings
- 1997: High Tide
- 2000: Full Filled
- 2002: Deep South Parts 1 & 2
- 2003: Open House
- 2007: Waterbucks 2
- 2007: Naked Muscles: The New Breed
- 2009: The Big One

## Preise und Auszeichnungen (Auswahl)
- 1997: Men in Video Award in der Kategorie Best Actor
- 1997: nominiert für den Gay Erotic Video Award in der Kategorie Best Top
- 1998: GayVN Award (gemeinschaftlich mit Mike Branson in California Kings)
- 1999 Men in Video Award für Best Top und Best Cock
- 2004: GayVN Award, Hall of Fame